# Jerk It Out
«Jerk It Out» — сингл шведской группы Caesars. Он был выпущен в апреле 2003 как главный сингл с их альбома Love for the Streets.

## Список композиций

### Издание 2003 года
CD
| №  | Название          | Длительность |
| -- | ----------------- | ------------ |
| 1. | «Jerk It Out»     | 3:16         |
| 2. | «Out of My Hands» | 3:37         |
| 3. | «She's a Planet»  | 2:25         |

7"
| №  | Название        | Длительность |
| -- | --------------- | ------------ |
| 1. | «Jerk It Out»   | 3:16         |
| 2. | «The Cannibals» | 2:59         |

### Издание 2005 года
CD
| №  | Название                      | Длительность |
| -- | ----------------------------- | ------------ |
| 1. | «Jerk It Out»                 | 3:16         |
| 2. | «The Longer We Stay Together» | 3:29         |

7"
| №  | Название       | Длительность |
| -- | -------------- | ------------ |
| 1. | «Jerk It Out»  | 3:16         |
| 2. | «Up All Night» | 3:39         |

## Чарты
После выпуска в 2003 году песня появилась только в UK Singles Chart на 60-й позиции. Она была перевыпущена в 2005 и появилась на их альбоме в том году, Paper Tigers. Перевыпущенная песня достигла места #8 в UK Singles Chart, #70 в Billboard Hot 100 и #40 в чарте Billboard Modern Rock Tracks.

### Наивысшие позиции в чартах по странам
| Chart (2003—2006)                        | Peak position |
| ---------------------------------------- | ------------- |
| Австралия (ARIA)                         | 43            |
| Австрия (Ö3 Austria Top 40)              | 51            |
| Франция (SNEP)                           | 26            |
| Германия (GfK)                           | 68            |
| Швеция (Sverigetopplistan)               | 32            |
| Швейцария (Schweizer Hitparade)          | 76            |
| UK Singles (The Official Charts Company) | 8             |
| US Billboard Hot 100                     | 70            |
| US Billboard Modern Rock Tracks          | 40            |

## Факты
Песню использовали в рекламе iPod Shuffle, Coca-Cola, и также в рекламе Renault Megane.
Также песню использовали в играх Dance Dance Revolution SuperNova, FIFA Football 2004, Just Dance.